# آلبرتو رافائل داسیلوا
آلبرتو رافائل داسیلوا (انگلیسی: Alberto Rafael da Silva؛ زادهٔ ۲۴ مارس ۱۹۸۴) یک بازیکن فوتبال اهل برزیل است که در پست دروازه‌بان بازی می‌کند.